# Marta Rau
Marta Maria Rau (ur. 18 października 1966) – polska aktorka-lalkarka, reżyserka, profesor sztuk teatralnych, prorektor Akademii Teatralnej im. Aleksandra Zelwerowicza w Warszawie.

## Życiorys
Córka Krzysztofa i Bernadetty Rau, kierownika muzycznego białostockich teatrów lalkowych, siostra Bohdana. Ukończyła reżyserię lalkarską w Akademii Sztuk Pięknych w Pradze (1989). Doktorat ze sztuk teatralnych uzyskała na Akademii Teatralnej w Warszawie w 2003. W 2018 otrzymała tytuł profesora sztuk teatralnych.
Zawodowo związana z Zamiejscowym Wydziałem Sztuki Lalkarskiej Akademii Teatralnej w Warszawie. Objęła w 2019 funkcję prorektor ds. Filii w Białymstoku; wybrana na pełną prorektorską kadencję 2020–2024.
Pracowała także w warszawskim Teatrze Lalka (1989–1992). Aktorka-lalkarka w Teatrze 3/4 Zusno (1992–1997), w Teatrze Banialuka w Bielsku-Białej (1997–2000), Teatrze K3 w Białymstoku, który współzakładała w 2003.

## Odznaczenia
- Brązowy Krzyż Zasługi (16 maja 2011)[10]
- Brązowy Medal Medal „Zasłużony Kulturze Gloria Artis” (22 maja 2024)[11]

## Nagrody
- wyróżnienie na XVI OFTL w Opolu za scenę Republika Pacyny w spektaklu Wakacje smoka Bonawentury w reż. Krzysztofa Rau w wykonaniu Teatru 3/4 Zusno (1993)
- II nagroda na XVIII OFTL w Opolu - zespołowa dla Teatru 3/4 Zusno (Teatr Banialuka - Ośrodek Teatralny w Bielsku Białej) (1997)
- I nagroda na Festiwalu Sztuk Współczesnych „KON-TEKSTY” w Poznaniu za spektakl ...etcetera... Teatru K3 (2005)
- nagroda na Międzynarodowym Festiwalu Lalkarskim „Złoty Delfin” w Warnie za najlepszą rolę kobiecą (wspólnie z Ewą Mojsak i Sławą Tarkowską) - za kreację zbiorową w przedstawieniu ...etcetera... w Teatrze K3 w Białymstoku (2005)
- „ATEST - Świadectwo Wysokiej Jakości i Poziomu Artystycznego” za rok 2005 (wspólnie z E.Mojsak, S.Tarkowską) dla przedstawienia ...etcetera... Teatru K3 z Białegostoku (2006)
- nagroda na 14. Festiwalu Teatrów dla Dzieci i Młodzieży w Suboticy za oryginalność i fantazję w spektaklu ...etcetera... (zrealizowany wspólnie ze Sławą Tarkowską i Ewą Mojsak) (2007)
- Grand Prix im. Mieczysława Kotlarczyka XI Konkursu Międzynarodowego Festiwalu Sztuki Słowa „Verba Sacra” w Poznaniu za rzetelne i głebokie wykonianie Listu do Koryntian i Księgi Judyty (2011)[12]
- Nagroda Henryk – najwyższa nagroda Sekcji Teatrów Lalkowych ZASP (2024)[13][14]

Źródło:.